# Autopoëse

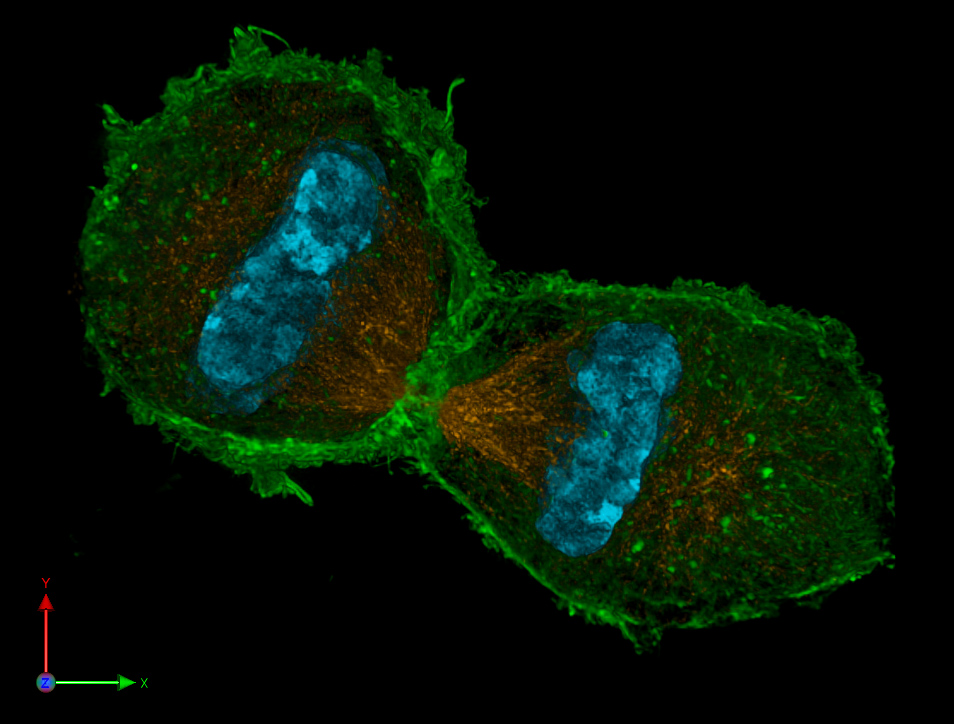
Driedimensionale weergave van een levende cel gedurende het mitose-proces; voorbeeld van een autopoëtisch systeem.

Autopoëse (Engels: autopoesis, autopoiesis) betekent letterlijk "zelfproductie" (van het Grieks: auto voor zelf- en poiesis voor creatie of productie). De term werd oorspronkelijk geïntroduceerd door de Chileense biologen Francisco Varela en Humberto Maturana in het begin van de zeventiger jaren van de twintigste eeuw.
Autopoëse hangt sterk samen met zelforganisatie. De termen autopoëse en zelforganisatie hebben in de biologie onder andere te maken met het feit dat, wanneer onder de juiste omstandigheden alle componenten van een biologisch systeem aanwezig zijn, dat biologisch systeem 'vanzelf' wordt gevormd en zichzelf in stand kan houden.